# Peter Zimmermann (Regisseur)
Peter Zimmermann (* 25. Februar 1955 in Völklingen) ist ein deutscher Fernseh- und Filmregisseur. Er ist verheiratet, hat drei Kinder und lebt in Geretsried. Er drehte u. a. insgesamt 175 Folgen der ARD-Serie Marienhof, 80 Folgen der Jugendserie fabrixx und 40 Folgen der Telenovela Verliebt in Berlin.

## Ausbildung
Peter Zimmermann absolvierte eine Ausbildung zum Ton- und Bildingenieur an der FH Düsseldorf und der Musikhochschule Rheinland (Trompete und Klavier), welche er mit einem Diplom abschloss. Ein Drehbuchseminar 1995 bei Ulrich Weiß vervollständigte seine Ausbildung.

## Tätigkeiten
Bis 1983 war er zunächst als Ton- und Bildingenieur sowie als freiberuflicher Tonmeister für Musikproduktionen tätig. In dieser Zeit war er für den Aufbau und den Betrieb seines Videostudios verantwortlich.
Von 1983 bis 1989 war Peter Zimmermann bei der Bavaria Film GmbH als Editor und Produktionsingenieur für Werbung, Industriefilm und TV-Produktionen fest angestellt.

## Regiearbeiten 1989–2010

### Serien
- 1994–1998: Gute Zeiten, schlechte Zeiten, 49 Folgen (RTL)
- 1995–2001: Marienhof, 175 Folgen (ARD)
- 1998–2001: Schloss Einstein, 12 Folgen (Kinderkanal/ARD)
- nominiert für den „Goldenen Spatzen“ 2001
- Das Geständnis (Folge 36) nominiert für den „Erich-Kästner-Fernsehpreis“ 2001
- 2000–2004: fabrixx, Casting, Folgen 1–6 und weitere 74 Folgen (ARD)
- 2005: Schloss Einstein, 4 Folgen (Kinderkanal/ARD)
- 2005: Verliebt in Berlin, Telenovela, 40 Folgen (SAT1)
- 2006: Lotta in Love, Telenovela, Pilot und 29 Folgen (Pro 7)
- Showdown (Folge 18)
- 2005 Verliebt in Berlin, Telenovela, 40 Folgen (SAT1)
- 2005 Deutscher Fernsehpreis in der Kategorie Beste Tägliche Serie
- 2006 Rose d’Or in der Kategorie Soap: beste europäische Serie
  - Schloss Einstein, 4 Folgen (Kinderkanal/ARD)
- 2006 Lotta in Love, Telenovela, Pilot + 29 Folgen (Pro 7)
  - Verliebt in Berlin, Telenovela, 9 Folgen (SAT1)
  - Schloss Einstein, wöchentliche Jugendserie, 4 Folgen (Kinderkanal/ARD)
- 2007 Dahoam is Dahoam, tägliche Serie, 10 Folgen (BR)
  - Schloss Einstein, wöchentliche Jugendserie, 8 Folgen (Kinderkanal/ARD)
  - Verliebt in Berlin, Telenovela, 10 Folgen (SAT1)
- 2008 Dahoam is Dahoam, tägliche Serie, 30 Folgen (BR)
- 2009 Dahoam is Dahoam, tägliche Serie, 30 Folgen (BR)
- 2010  Eine wie keine, tägliche Serie, 5 Folgen (SAT1)
- 2010 Dahoam is Dahoam, tägliche Serie, 10 Folgen (BR)
- Bayerischer Fernsehpreis 2010 für Dahoam is Dahoam

Außerdem zeichnet er regiehalber für einige Musik- und Videoclips verantwortlich, darunter:
- 1989–1990: Formel Eins, Musiksendung, 52 Folgen (ARD)
- 1990–1993: Videoclips, (John Parr, Costa Cordalis, Montevideo, …)
- 1993: Videoclip, Unhappy Love affairs
- 1993–1994: Megahit, 8 Folgen (1A Brandenburg)
- 2004: Ben & Bella, Tanz und Szenen mit Kids

### Show und Unterhaltung
- 1990: Wer siegt der fliegt, 40 Folgen (RTL Nord / Tele West)
- 1991: Haargenau mit Pit Weyrich und prominenten Gästen, 42 Folgen (SDR)
- 1991: Hau mir auf die Augen Kleines mit Ottfried Fischer, Pilot (SAT1)
- 1991: Klipp Klapp mit Dieter Hallervorden, Pilot (SAT1)
- 1991–1992: Bingo mit Wolf-Dieter Herrmann, Pilot und 525 Folgen (SAT1)
- 1992: Bingo Sondersendung
- 1992–1993: Wer? Wo? Was? mit Thomas Ohrner, 40 Folgen (DSF)
- 1993: Riskier was mit Gundis Zàmbò, Pilot und 50 Folgen (SAT1)
- 1996: Disneys Dschungel-Fieber, Pilot und 5 Folgen (Super RTL)

## Preise und Auszeichnungen
- 2005: Deutscher Fernsehpreis in der Kategorie Beste tägliche Serie
- 2006: Rose d’Or in der Kategorie Soap: Verliebt in Berlin